# Langscheid (bei Mayen)

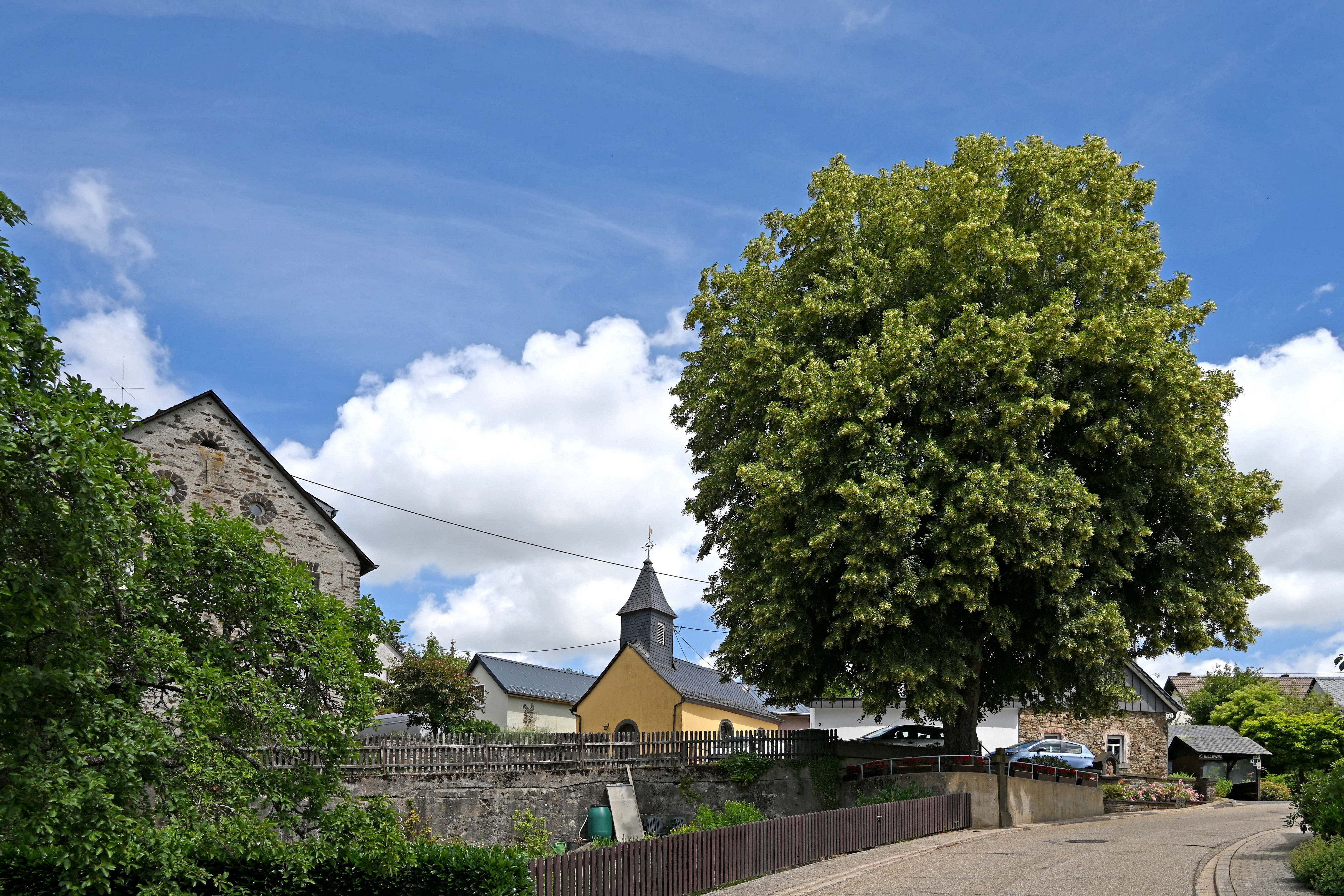
Ortsmitte mit Linde und Marienkapelle

Langscheid ist eine Ortsgemeinde im Landkreis Mayen-Koblenz in Rheinland-Pfalz. Sie gehört der Verbandsgemeinde Vordereifel an, die ihren Verwaltungssitz in Mayen hat.

## Geographie
Langscheid liegt in der östlichen Hocheifel (Nitz-Nette Wald) nordwestlich von Mayen zwischen Laacher See und Nürburgring an der Südostseite des 555 m ü. NHN hohen Wabelsbergs. Nach Süden fällt das Gelände ins Tal des Arfter Bachs ab. Zu Langscheid gehört auch der Wohnplatz Falkenleymühle.

## Bevölkerungsentwicklung
Die Entwicklung der Einwohnerzahl von Langscheid, die Werte von 1871 bis 1987 beruhen auf Volkszählungen:
| Jahr | Einwohner |
| ---- | --------- |
| 1815 | 63        |
| 1835 | 100       |
| 1871 | 75        |
| 1905 | 90        |
| 1939 | 89        |
| 1950 | 85        |
| 1961 | 87        |

| Jahr | Einwohner |
| ---- | --------- |
| 1970 | 107       |
| 1987 | 93        |
| 2005 | 92        |
| 2011 | 97        |
| 2017 | 90        |
| 2022 | 84        |

## Politik

### Gemeinderat
Der Gemeinderat in Langscheid besteht aus sechs Ratsmitgliedern, die bei der Kommunalwahl am 9. Juni 2024 in einer Mehrheitswahl gewählt wurden, und der ehrenamtlichen Ortsbürgermeisterin als Vorsitzender.

### Ortsbürgermeister
Gabi Müller-Dewald wurde am 1. Dezember 2015 Ortsbürgermeisterin von Langscheid. Bei der Direktwahl am 26. Mai 2019 wurde sie mit einem Stimmenanteil von 84,75 % und am 9. Juni 2024 als einzige Bewerberin mit 68,5 % jeweils für weitere fünf Jahre in ihrem Amt bestätigt.
Vorgänger von Gabi Müller-Dewald war Gerd Schlich.

### Wappen
| Wappen von Langscheid | Blasonierung: „Schild von Silber über Rot geteilt, oben ein rotes Balkenkreuz, unten eine silberne Lilie.“ |
| Wappen von Langscheid | |

## Kultur und Sehenswürdigkeiten
Der Ort wurde mehrfach bei dem Wettbewerb „Unser Dorf soll schöner werden“ ausgezeichnet.
Langscheid gehört kirchlich zur katholischen Gemeinde St. Quirinus Langenfeld. Die Kapelle St. Lazarus wurde 1847 erbaut.
Ein beliebtes Wanderziel ist die Wacholderheide. Sie wird von dem als Traumpfad ausgezeichneten Wacholderwanderweg erschlossen, der 15 km durch die Wacholderschutzgebiete Heidbüchel, Raßberg, Menke Park, Wolfsberg und Büschberg des Nachbarortes Arft und Wabelsberg führt.